# پیروز (شاه کیداری)

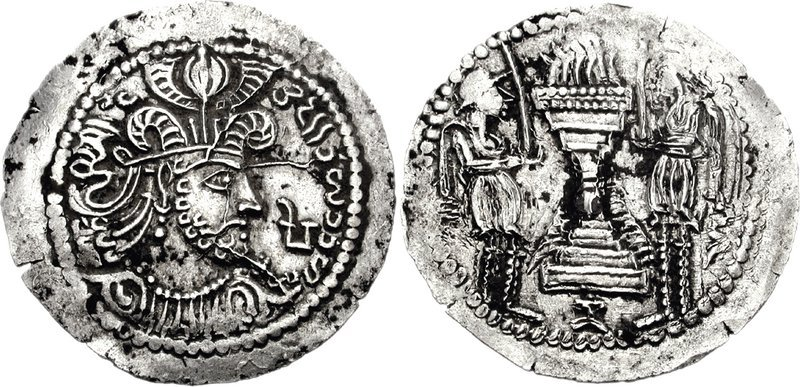
پیروز سوم کوشانشهر

پیروز سوم کوشانشاه (۳۵۰–۳۶۰ میلادی) احتمالاً آخرین فرمانروای ساسانی کوشانشهر بود. او تنها بخش کوچکی از گنداره را در اختیار داشت. پس از او، این منطقه به دست کیداریان افتاد.